# Liste der Kulturgüter in Bottmingen
Die Liste der Kulturgüter in Bottmingen enthält alle Objekte in der Gemeinde Bottmingen im Kanton Basel-Landschaft, die gemäss der Haager Konvention zum Schutz von Kulturgut bei bewaffneten Konflikten, dem Bundesgesetz vom 20. Juni 2014 über den Schutz der Kulturgüter bei bewaffneten Konflikten sowie der Verordnung vom 29. Oktober 2014 über den Schutz der Kulturgüter bei bewaffneten Konflikten unter Schutz stehen.
Objekte der Kategorien A und B sind vollständig in der Liste enthalten, Objekte der Kategorie C fehlen zurzeit (Stand: 1. Januar 2023).

## Kulturgüter
| Foto |                                                                              | Objekt | Kat. | Typ | Standort                                | Beschreibung                                                                         |
| ---- | ---------------------------------------------------------------------------- | --- | ---- | --- | --------------------------------------- | ------------------------------------------------------------------------------------ |
| ja   | Datei hochladen · Wikidata zu Schloss Bottmingen (Q687250)                   | Weiherschloss KGS-Nr.: 01403                                                                                       | A    | G   | Schlossgasse 9 609909 / 263671          |                                                                                      |
| BW   | Datei hochladen · Wikidata zu Botanisches Institut (Sammlung) (Q134431946)   | Botanische Sammlungen des Departements Umweltwissenschaften der Universität Basel (Herbarien Basel) KGS-Nr.: 16821 | A    | S   | Wuhrmattstrasse 13 610037 / 264067      | Die Sammlungen sind auf die Standorte Bottmingen und Basel (KGS-Nr. 12754) verteilt. |
| ja   | Datei hochladen · Wikidata zu Schulhaus Hämisgarten (Q29677536)              | Schulhaus Hämisgarten KGS-Nr.: 01404                                                                               | B    | G   | Schulstrasse 5 610064 / 263479          |                                                                                      |
| ja   | Datei hochladen · Wikidata zu Cafe Streuli (Q29677487)                       | Café Streuli KGS-Nr.: 12094                                                                                        | B    | G   | Therwilerstrasse 8 609992 / 263615      |                                                                                      |
| BW   | Datei hochladen · Wikidata zu Sammlung des Dorfmuseums (Q27479863)           | Sammlung des Dorfmuseums KGS-Nr.: 12095                                                                            | B    | S   | Therwilerstrasse 16, 18 609945 / 263551 |                                                                                      |
| ja   | Datei hochladen · Wikidata zu Gemeindestube (Gebäude Dorfmuseum) (Q29677504) | Gemeindestube KGS-Nr.: 12096                                                                                       | B    | G   | Therwilerstrasse 16 609953 / 263550     | Das Gebäude beherbergt das Dorfmuseum Bottmingen                                     |
| ja   | Datei hochladen · Wikidata zu Ehemaliges Schulhaus (Q29677520)               | Ehemaliges Schulhaus KGS-Nr.: 12097                                                                                | B    | G   | Therwilerstrasse 14 609960 / 263573     |                                                                                      |